# チェルノブイリ原子力発電所
- チョルノービリ原子力発電所

チェルノブイリ原子力発電所（チェルノブイリげんしりょくはつでんしょ; ウクライナ語: Чорнобильська АЕС, チョルノビリ若しくはチョルノービリ原子力発電所の意味; 露: Чернобыльская АЭС, チェルノブイリ原子力発電所の意味）は、ウクライナ（旧・ソビエト連邦かつ同連邦構成国のウクライナ・ソビエト社会主義共和国）のチェルノブイリ（チョルノービリ）近郊、プリピャチ市に位置する原子力発電所。4基ある原子炉の炉型は、いずれもRBMK-1000型（ソビエト型）黒鉛減速沸騰軽水圧力管型原子炉である。
1971年に着工され、1978年5月に1号炉が営業運転を開始した。その後4号炉まで建設されて順次営業運転を開始し、更に5号炉と6号炉まで建設が開始された。しかし、1986年4月26日午前1時23分（モスクワ時間 ※UTC+3）に4号炉が爆発事故を起こして破壊され、世界中にその名が知られることとなる。事故後、破壊された4号炉は運転を停止し、既に建設中だった5号炉と6号炉は建設が中止され、解体された。その後も1号炉-3号炉の運転は、国全体レベルで電力不足を引き起こすなどとされたため続けられたが、2000年12月に最後まで稼働していた3号炉が停止した。
2021年現在、チェルノブイリ原子力発電所では原子炉の廃炉作業と、石棺（4号炉を覆うコンクリートの建造物）の管理が行われている。

## 名称
事故時を含め、建設以降の正式名称はV・I・レーニン記念チェルノブイリ原子力発電所（Чернобыльская атомная электростанция имени В.И.Ленина）。レーニンと直接のゆかりはないが、「共産主義とはソビエトの権力と全国の電化である」というレーニンの言葉にちなんで名づけられた。発電所の看板は、放射性物質汚染により交換が困難なため、今もこの名前のままである。ロビー前の広場にはレーニンの胸像がある。
1991年のソビエト連邦の崩壊後、名称がチェルノブイリ原子力発電所と改称された。
2000年の発電停止後、国営特殊企業チェルノブイリ原子力発電所となった。
日本の原子力関係省庁および電力会社の文書には、軟音符を表記に反映させず、チェルノブイル原子力発電所（Chernobyl Nuclear Power Plant）と書いたものがある。
2022年3月31日、日本国外務省がウクライナの地名は今後ロシア語ではなく、ウクライナ語による読み方に基づく呼称に変更することを表明した。その翌日の4月1日に外務省から各省庁に発せられた周知依頼において、チェルノブイリは今後チョルノービリと表記することが要請された。

## 立地

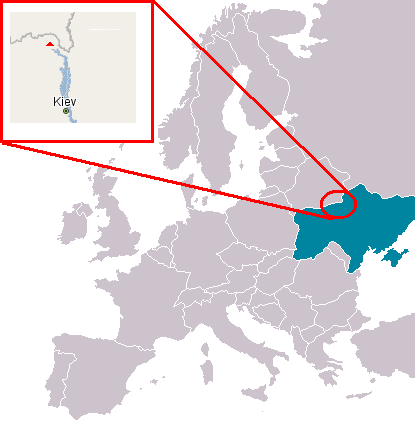
チェルノブイリ原子力発電所の位置

チョルノービリの北西18km、ウクライナとベラルーシの国境から16km、キーウの北およそ110kmのプリピャチに立地している。発電所は、プリピャチの中心街から約4km東にあり、人工湖である冷却池に面している。池を含まない敷地面積は、4km2。
2021年現在は、発電所を中心に「10kmゾーン」「30kmゾーン」が設定されている。また、総面積4,800km2の立入禁止区域のほぼ中心でもあり、ウクライナ側は「立ち入り制限区域および強制（義務的）立ち退き区域」、ベラルーシ側は「国営ポレーシェ放射線環境管理区」が正式名称となっている。

## 歴史

### 事故前

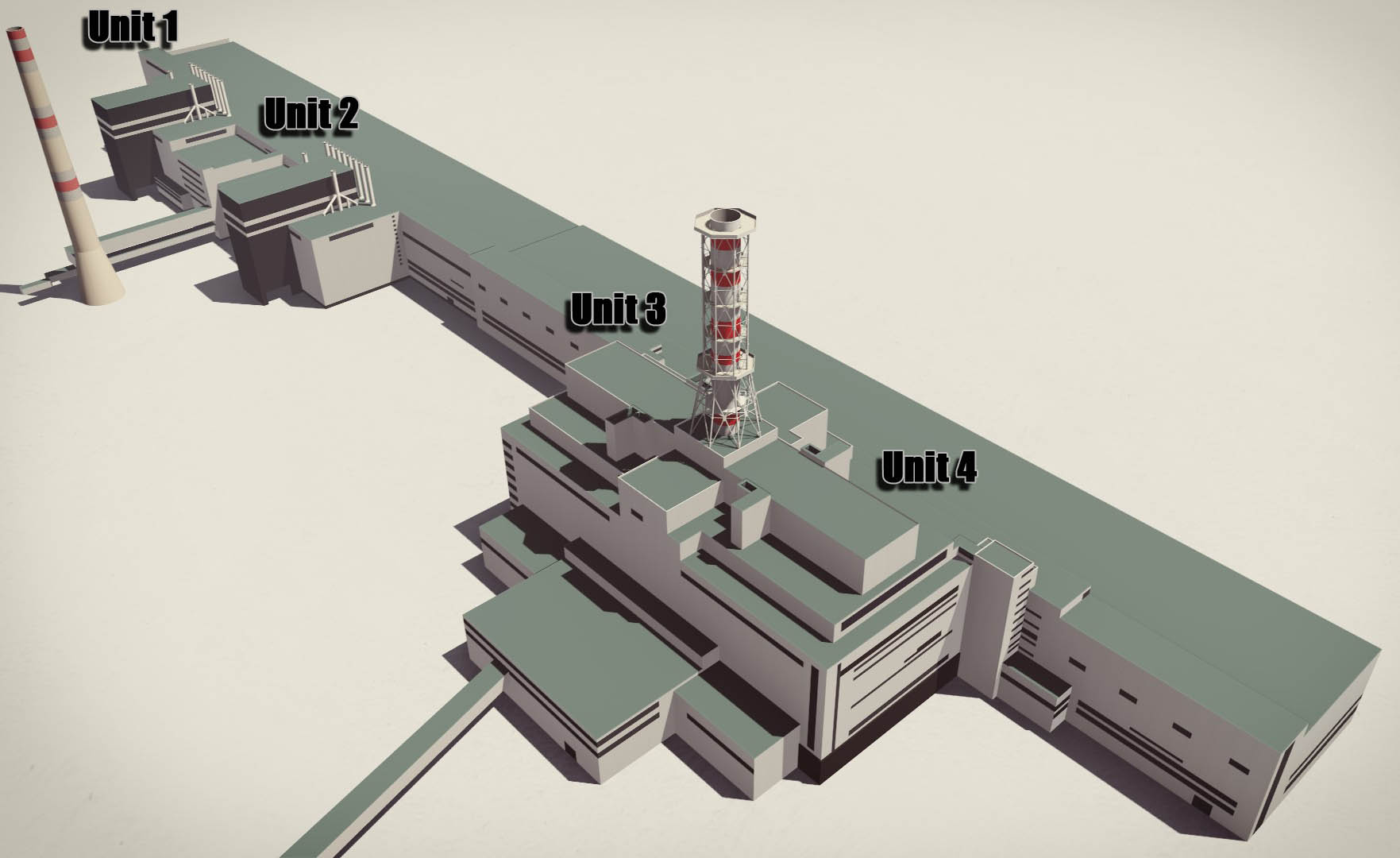
事故前のチェルノブイリ原子力発電所をCGで再現した画像。

発電所の建設は1970年代に始まり、1977年に1号炉が竣工し、翌1978年に2号炉、1981年に3号炉、そして1983年に4号炉が竣工した。 さらに、それぞれ1GWを発電することができる5号炉と6号炉の2つの原子炉が、その事故の時に建設中だった。これら4つのプラントはRBMK-1000型である。また、4号炉の事故が起こらなければ、世界一になる予定であった。
4つの炉は、それぞれ電気出力1GWe（熱出力3.2GWth）を発電でき、合計でソ連の原子力発電量の15%、ハンガリーへのエネルギー輸出の80%を占めていた。4号炉は、ウクライナの電力のおよそ10%を生産していた。
この発電所を含むチェルノブイリやプリピャチなどは、この原発に勤務する人やその家族のために作られた、当時世界地図上には存在しない機密都市だった。そのため、警備体制が厳しかった。
事故に繋がる重大な欠陥ではないと見られているが、設計図に記載されている耐熱性の材料が手に入らなかったため、可燃性の材料を使用し突貫工事を行ったとされている。また、営業運転の開始日の12月22日はソ連の原子力産業の記念日であり、所長のヴィクトル・ブリュハーノフはその日までに何としても完成させるようにしたため、大部分において欠陥があったともみられている。最終的に、稼動前に本来行わないといけない試運転や点検をも行わないまま営業運転を開始したため、可燃性の材料を使用したことは事故前に分からなかった。

### 事故
1986年4月26日に4号炉が爆発するチェルノブイリ原子力発電所事故が発生し、欧州だけでなく全世界に影響を及ぼした。これによって当初計画していた5号機と6号機の建設は中止となったが、ウクライナの電力事情が逼迫していたため事故後も故障した4号炉を除く原子炉は利用され続けた。運転が停止したのは事故から10年以上が経過した2000年であった。
なお、同発電所は1982年、1992年にも小規模な事故を起こしている。

### 現在

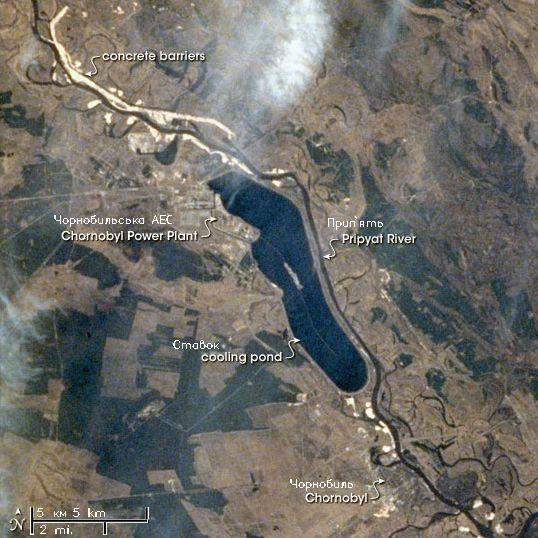
チェルノブイリ原子力発電所（中央付近）周辺の衛星画像、1997年撮影

2021年現在の同発電所は、炉を廃炉にする作業と石棺（4号炉を覆うコンクリートの建造物）の管理をしている。発電所周辺は自然が戻り緑の森と化しており、取材や研究の他、許可申請が認められれば同施設や周辺地域、立ち入り禁止区域等を見学出来る企画を一般人向けに行っている。
廃炉作業はチェルノブイリ原発公団が担当しており、公団で働く人は全員、毎年試験を受け合格しないと働けない。作業員には400時間を超える訓練（講義と実習）が義務付けられている。原発から50キロほど離れた場所にスラブチッチという町が建設されている。人口約2万5,000人のほとんどが原発で働いている人とその家族で、休日に町を歩くとたくさんの子どもの姿を見かけることができる。
4号機には2016年、脆くなった石棺を覆う新安全閉じ込め構造物が建設された。可動式の構造物としては史上最大規模となる大掛かりな施設であり、廃炉作業を行う機材が内部に導入される予定。
なお4号機の隣接地には、ドイツ企業との合弁会社により太陽光発電所が建設され、2018年10月5日に稼働を開始した。
2020年に入りウクライナ政府はチェルノブイリ原発と周辺地域を世界遺産（負の世界遺産）に登録するための準備を始めた。そうした矢先の4月4日に立入禁止地区の森林で火災が生じ、周囲の草原に延焼したが、降雨やベラルーシからの消火応援により4月11日までに鎮火した。ただ、負の遺産として汚染を証明する森林・草原の一部が失われ、そこに蓄積されていた放射性物質が大気中に飛散した可能性も危惧される。

#### ロシアのウクライナ侵攻
2022年2月24日に発生したロシアのウクライナ侵攻に伴い、発電所や近郊でチェルノブイリの戦いが発生。所内ではウクライナの民間警備隊やウクライナ軍がロシア軍に対し応戦したが、原発はロシア軍に占拠された。
約1ヶ月後、ロシア軍は原子力発電所から撤収したが、2023年時点においても約100人の保安要員が行方不明のままである。

## 原子炉
| 原子炉                | 原子炉形式 | 正味発電量 （MW） | 総発電量 （MW） | 建設           | 送電網同期       | 商業運転         | 停止             |
| --------------------- | ---------- | ----------------- | --------------- | -------------- | ---------------- | ---------------- | ---------------- |
| 1号機 （Chernobyl-1） | RBMK-1000  | 740               | 800             | 1970年 3月1日  | 1977年 9月26日   | 1978年 5月27日   | 1996年 11月30日  |
| 2号機 （Chernobyl-2） | RBMK-1000  | 925               | 1,000           | 1973年 2月1日  | 1978年 12月21日  | 1979年 5月28日   | 1991年 10月11日  |
| 3号機 （Chernobyl-3） | RBMK-1000  | 925               | 1,000           | 1976年 3月1日  | 1981年 12月3日   | 1982年 6月8日    | 2000年 12月15日  |
| 4号機 （Chernobyl-4） | RBMK-1000  | 925               | 1,000           | 1979年 4月1日  | 1983年 12月22日  | 1984年 3月26日   | 1986年 4月26日   |
| 5号機 （Chernobyl-5） | RBMK-1000  | 950               | 1,000           | 1981年 12月1日 | 1988年に建設中止 | 1988年に建設中止 | 1988年に建設中止 |
| 6号機 （Chernobyl-6） | RBMK-1000  | 950               | 1,000           | 1983年 12月1日 | 1988年に建設中止 | 1988年に建設中止 | 1988年に建設中止 |